# Фіґоль Данило
Дани́ло Фі́ґоль (нар. 1 січня 1907, Коломия — пом. 7 жовтня 1967, Львів) — український музеєзнавець, фотограф і етнограф.

## Життєпис
Родом з Коломиї, син о. Івана Фіґоля, брат Атанаса та о. Володимира Фіґолів. За фахом правник.
У 1933–1939 роках був співробітником Українського фотографічного товариства у Львові та співредактором його органу «Світло й тінь».
З 1940 року працював лаборантом Львівської філії АН УРСР.
З 1947 року — науковий співробітник Етнографічного музею АН УРСР у Львові, де у 1947–1964 роках очолював відділ експозиції та культосвітньої роботи.
З 1964 року — головний охоронець музею.
Д. Фіґоль — автор численних статей з питань етнографії, зокрема праці «До історії побуту робітників м. Львова в кін. XIX — поч. XX ст.» (1959).
Помер у Львові 7 жовтня 1967 року. Похований на Личаківському цвинтарі (75-те поле).